# (3713) Pieters
(3713) Pieters est un astéroïde de la ceinture principale.

## Description
(3713) Pieters est un astéroïde de la ceinture principale. Il fut découvert le 22 mars 1985 à la station Anderson Mesa par Edward L. G. Bowell. Il présente une orbite caractérisée par un demi-grand axe de 3,02 UA, une excentricité de 0,10 et une inclinaison de 11,4° par rapport à l'écliptique.

## Compléments